# Sydow (Familienname)
Sydow ist ein deutscher Familienname.

## Namensträger

### A
- Achim Sydow (* 1933), deutscher Mathematiker und Hochschullehrer
- Adam Wilhelm von Sydow (1650–1711), preußischer Generalmajor
- Adolf Sydow (1800–1882), deutscher evangelischer Theologe
- Albrecht von Sydow (1799–1861), preußischer Generalmajor
- Alexander Magnus von Sydow (1622–1679), brandenburgischer Obrist und Chef des Leib-Regiments zu Pferde
- Alexandra Sydow (* 1973), deutsche Schauspielerin
- Angèle Sydow (1890–1960), polnisch-niederländische Tänzerin
- Anna Sydow (um 1525–1575), Geliebte des brandenburgischen Kurfürsten Joachim II.

### B
- Baltzer Friedrich von Sydow (1652–1733), preußischer Generalleutnant
- Björn von Sydow (* 1945), schwedischer Politiker

### C
- Carl Friedrich von Sydow (1698–1763), preußischer Landrat des Randowschen Kreises sowie Landesdirektor in Vorpommern
- Carl Wilhelm von Sydow (1878–1952), schwedischer Ethnologe deutsch-pommerscher Abstammung
- Chlodwig von Sydow (1824–1907), preußischer Verwaltungsjurist, Richter, Landrat und Regierungspräsident
- Christian Ludwig von Sydow (1733–1795), preußischer Landrat im Arnswalder Kreis
- Christoph Sydow (1985–2020), deutscher Journalist
- Clara von Sydow (1854–1928), deutsche Schriftstellerin

### E
- Eckart von Sydow (1885–1942), deutscher Kunsthistoriker und Ethnologe
- Egidius Ehrentreich von Sydow (1669–1749), preußischer General
- Elisabeth von Sydow (1887–1947), deutsche Gebrauchsgrafikerin und Illustratorin
- Emil von Sydow (1812–1873), deutscher Offizier und Kartograf

### F
- Ferdinand von Sydow (1795–1864), preußischer Generalmajor
- Friedrich von Sydow (1780–1845), deutscher Offizier und Schriftsteller
- Friedrich Ludwig von Sydow (Landrat) (1701–1742), preußischer Landrat
- Friedrich Ludwig von Sydow (Landschaftsdirektor) (1749–1820), preußischer Landschaftsdirektor
- Friedrich Wilhelm Hermann von Sydow (1857–1938), deutscher Generalleutnant

### G
- George Wilhelm von Sydow (1699–1767), preußischer Landrat im Randowschen Kreis
- Gernot Sydow (* 1969), deutscher Rechtswissenschaftler
- Günther von Sydow (1855–1924), deutscher Verwaltungs- und Kirchenbeamter
- Gustav Adolph von Sydow (1715–1772), preußischer Generalmajor

### H
- Hans von Sydow (General, 1790) (1790–1853), preußischer Generalmajor
- Hans von Sydow (General, 1865) (1865–1923), deutscher Generalmajor und Direktor des Großen Militärwaisenhauses
- Hans Sydow (Botaniker) (1879–1946), deutscher Botaniker und Mykologe
- Hans Joachim Friedrich von Sydow (1762–1823), preußischer Generalleutnant
- Hans Siegmund von Sydow (1695–1773), preußischer Oberst und Chef des Garnisonsregiments Nr. 2
- Heinrich Bernhard von Sydow (1711–1789), kurhannoveraner Generalleutnant

### I
- Ingeborg Lott-Sydow (1915–2009), deutsche Ethnologin

### J
- Joachim von Sydow (1632–1686), deutscher Generalmajor, zuletzt Kommandant der Stadt Danzig
- Joe Sydow (1926–2018), deutscher Jazzmusiker
- Jörg Sydow (* 1955), deutscher Wirtschaftswissenschaftler
- Jürgen Sydow (1921–1995), deutscher Historiker und Archivar

### K
- Konrad von Sydow (1853–1929), Gutsbesitzer und Mitglied des Preußischen Herrenhauses
- Kurt Sydow (1908–1981), deutscher Musikpädagoge und Musikwissenschaftler

### M
- Margarethe von Sydow (Franz Rosen; 1869–1945), deutsche Schriftstellerin
- Marianne Sydow (1944–2013), deutsche Schriftstellerin
- Max von Sydow (1929–2020), schwedischer Schauspieler

### O
- Oscar von Sydow (1873–1936), schwedischer Politiker
- Oskar von Sydow (1811–1886), deutscher Historiker und evangelischer Theologe

### P
- Paul Sydow (1851–1925), deutscher Botaniker und Mykologe
- Peter Sydow (* 1956), deutscher Fernsehjournalist

### R
- Reinhold von Sydow (1851–1943), deutscher Politiker
- René Sydow (* 1980), deutscher Schauspieler, Drehbuchautor und Regisseur
- Rolf von Sydow (1924–2019), deutscher Autor, Film- und Theaterregisseur
- Rudolf von Sydow (1805–1872), deutscher Jurist, preußischer Legationsrat, Gesandter

### S
- Sanele Sydow (* 1999), deutsch-südafrikanischer Rapper siehe WizTheMc
- Stephan von Sydow (1857–1919), preußischer Verwaltungsbeamter

### T
- Theodor von Sydow (1773–1855), Dichter

### W
- Wilhelm Ludwig von Sydow (1748–1826), preußischer Beamter und Politiker
- Wilhelmine von Sydow (1789–1867), deutsche Schriftstellerin